# Syntormon monile
Syntormon monile är en tvåvingeart som först beskrevs av Alexander Henry Haliday 1851.  Syntormon monile ingår i släktet Syntormon, och familjen styltflugor. Arten är reproducerande i Sverige.